# 異世界魔法實在太落後！
《異世界魔法實在太落後！》（日语：異世界魔法は遅れてる！）是日本小說家樋辻臥命創作的輕小說，最初是發表於小說投稿網站《成為小說家吧》的網路連載小說，後來在2014年透過OVERLAP文庫出版。
廣播劇CD已於2015年3月25日發售。2016年12月，由COMTA繪製的漫畫版於網站「Comic Gardo」上連載。

## 剧情简介
主角是八键水明，他是一位具有强力现代魔法，却和他的朋友黎二及瑞树被召唤到异世界⋯⋯然而水明和瑞树是被牵连进来的，朋友黎二才是被主要召唤的，因为他是勇者，勇者在异世界被称为怪物，不僅魔力强大而且可以使用强大魔法，异世界王国被魔族逼得走头无路而使用召唤魔法，国王要求黎二帮助他们攻打魔族但被水明拒绝，他不想看到朋友陷入危险的战争中，然而黎二却说不能见死不救，水明表示不能阻止黎二，所以要求国王把他送回原来的世界，但是国王却说没有回去的办法⋯⋯

## 角色

### 主要角色
八鍵水明（聲：岡本信彦）
魔術王涅斯提海姆所創立之魔術結社中的現代魔術師，其位階為偉業者級（high groud）。
掌握神聖雷電、蒼清刀身、金色要塞、星空魔術等四大魔術。
从小就被父親八鍵風光训练学魔術，却没告诉水明理由（因为要他学会保护自己）。因為在現實中魔術師被認為是異端的存在，所以隱藏魔術師身份。雖然對外宣稱自己的「魔法」是從翡露梅妮雅學習的，但除了身為行外人的黎二和瑞樹的原人格之外，所有角色皆知這是他原來的實力(因為魔術與異世界的魔法不同)。直至發現黎二和瑞樹的體質皆為容易吸引異端的存在，不能在回到原來的世界後就此恢復正常生活，故決定慢慢地向他們告知原本的世界也有魔物和魔術的存在，以及自己身份，並打算把兩人拉入結社。不喜欢卷入麻烦危险之中，但不会见死不救，很注重友情，但对爱情很迟钝。
被召喚到異世界後發現魔術可以照常使用（但魔術沒有女神的加護）。在王国中尝试调查召唤仪式寻求回去的方法，然后在黎二和瑞树离开去讨伐魔族时也离开了王国。旅途中加入了冒险者公会（想要个身份证之类的），然后参加护送任务后认识了蕾菲爾。在蕾菲尔与护送队分开后追上去称说想保护蕾菲尔而被拒绝帮助。被拒绝后仍然不放弃地追上去，此时周围出现了将近一万魔族，然后开启了魔力炉把魔族全灭。达到蕾非尔德所在地发现蕾菲尔已经精神奔溃的坐在地上。水明把蕾菲尔说服并清醒后与水明一同把魔王将军勒贾斯击败，最后一击使用圣魔术把即将逃跑的勒贾斯击落后，魔力不剩地倒在地。目前與前來會合的梅妮亞和被他拯救的蕾菲爾、莉莉安娜同居，並教授她們魔术。
過去曾擊敗過「墮魔十人」的其中兩人，加上特別擅長星空魔術因而被稱為「落星者」。
朽葉鏡四郎的首席弟子，在劍術方面有不錯的造詣，其實力足以擔任道場的代理師傅，卻由於自己平日為神秘相關的事情在世界各地奔走，再加上其父八鍵風光告誡自己在劍術方面過於投入會無法成為出色的魔術師，因而在中途未能進一步鑽研劍術。
家境富裕，不但坐擁豪宅，甚至連所在的整條街道也是他的物業。
遮那黎二（聲：日野聡）
水明的友人。被召唤的勇者，称号为『全属性霸者』，拥有全属性的魔法和勇者特有的加護，後來更能使用先代勇者留下的武器。擁有看見別人受到傷害就不得不管的正義感，跟其友人八鍵水明一樣很注重友情，但对爱情很迟钝。
安濃瑞樹（聲：佐倉綾音）
水明的友人。被卷入召唤中的其中一人，和水明很好谈，看似喜歡黎二，實際上那是對水明的好感用魔術轉移而成的。與黎二一樣是擁有全屬性的魔法，但沒有勇者的加護。後來因被附身而擁有第二人格，能混合多重屬性魔法來使用。
蒂塔妮亞·路特·厄斯泰勒
异世界王国的公主，第二繼承人。擅长魔法辅助跟随黎二讨伐魔族。其实更擅長使用双剑，甚至擁有七劍之一的地位，相當於劍豪的實力，外號「薄明的斬姬」。因為害怕被黎二讨厌且被认为是轻浮的女人而不在黎二面前使用。喜欢黎二，想为王国留下勇者的子孙。
翡露梅妮雅·史丁格雷（聲：井上麻里奈）
本作女主角之一。年仅十五岁就打倒了KOKADORIYU（沙漠出现的巨大魔物，体型很大，口中散发着剧毒），成了亚斯迪尔的宫廷魔法师，外號「白炎」。对自己的魔法很有信心，直到被水明击溃（是完虐）。之后改变了心意，放弃「宫廷魔法师」的身份，並追随水明学习魔术。在web版47话与水明成功会合，目前与水明同居。喜欢水明。
蕾菲爾·葛萊齊斯
本作女主角之一。半精灵，女神的后裔，出身已滅亡的王室旁支，被稱為「神子」。對未能拯救祖国及為了延續精灵血脉後裔而被逼逃亡而感到悔恨。被魔族魔将诅咒使用精灵之力后便会生效。被魔族将军勒贾斯完虐后精神崩溃，直到水明前来帮助后使用全部的精灵之力而身體变小了，但记忆不变。跟随水明通过国境来到涅尔斐利亚帝国首都的费菈丝·非莉亚，目前和水明同居。web版81话透過魔法陣和祈禱恢复原来的大小。喜欢水明。
莉莉安娜·贊德克
本作女主角之一。十几岁的少女，泛红的紫罗兰色双马尾，一身看上去略显不健康的肤色，右眼则以眼罩覆盖着。身上穿着哥德萝莉风格的衣服在披上类似军装的外套，双手套上花边的手套。职位是涅爾斐利亞帝国军人少尉，同时也是帝国十二优杰。是帝國上校七劍之一、屈指可數的魔法師羅格之養女。喜欢动物但表面却显得恐怖所以其他人都对她反感，除了水明。会使用暗魔法但会削减性命，暗魔法慢慢侵蚀她的眼睛和手所以平时都带着手套和眼罩。被水明发现是帝国贵族绑架事件的犯人之一(被主謀催眠下犯案)后，水明却向她伸出了手，但拒绝了水明第一次的帮助后，逃跑了。直到第二次，知曉自己被養父和帝國拋棄时，水明仍舊向她伸出了第二次手并接受了。後來水明和羅格上將把主謀打倒及逮捕，通過和帝國王儲交涉後，正式洗脫罪名(也脱離軍職)，並跟隨水明等人踏上旅程。
被水明拯救后，目前与水明同居但很怕生，之后慢慢好转开始接受他人的好意，也跟水明學習魔術，以改善被暗魔法侵蝕的情況。对水明有一定的好感。由於無依無靠的關係，所以水明答應在她能獨立生活前不會離開異世界，或把她一起帶回原來的世界生活。
朽葉初美
水明的表妹與青梅竹馬（兩人的母親為姊妹），懂得使用魔術和家傳劍術，能斬殺魔物，與水明同為異端的存在。被瑟狄鄂斯聯合召喚到異世界後成為勇者。在召喚時因意外一時失去記憶。在與怪異一戰中恢復了記憶。喜歡水明。
海德瑪麗·阿爾茨拜因
水明的弟子，七歲。並非人類而是一名人造人。喜歡製作布偶。

### 魔族
利榭巴姆
真名為哥多拉克．薩．科斯多海德，位列於魔術界的頂點「墮魔十人」的一員。是從公元前存活至今的不死魔人。過去被包括水明在內的魔術師圍攻下戰敗，更被水明的落雷轟飛到異世界。
擅長的魔術是「位相切斷」。
個性冷酷，可以毫不猶豫地犧牲部下。認為自己是承罪之人，決不會有真正的同伴。十分忌諱同為「墮魔十人」的八鍵風光。

### 八鍵家
八鍵風光
水明的父親，初美與馳斗的姨丈，雖然身為正派的魔術師卻同時是「墮魔十人」的一員。為同是「墮魔十人」利榭巴姆最忌諱的人，在故事開始的三年前身故。對於無法拯救身受詛咒的妻子而心感內疚，深深地影響習慣把自己置身事外的水明無法對身受詛咒的女性見死不救。

### 朽葉家
朽葉鏡四郎
初美和馳斗的父親，水明的劍術老師兼姨丈，「劍中之劍」的第四席，朽葉道場的門主，俱利伽羅陀羅尼幻影劍的宗師。是一名外貌年輕的男性，45歲。劍術十分高超，以斬殺魔物為己任。十分崇拜襟兄八鍵風光，並尊稱對方為「兄長」。是少數知道水明是魔術師的人。由於岳母沙門白夜是脫離人類範疇的存在，因此是全日本最強的人類劍士。
朽葉雪緒
初美和馳斗的母親，水明的小姨。是一名外貌年輕的女性。是少數知道水明是魔術師的人。
朽葉馳斗
初美的弟弟，水明的表弟，外表與父親相似，十分崇拜表哥水明。

### 魔術界

#### 結社
涅斯堤海姆·海因里希·科爾内利烏斯·阿古利帕
「結社」三大幹部之首，「結社」的盟主，同時也是最高負責人。有「魔術王」之稱。是位列魔術界頂點的魔術師之一。
尼古拉斯
「結社」三大幹部之一，也是「結社」所屬的醫生。自稱小局。實力遠在水明之上，多次把水明玩弄在股掌之間，因此被水明稱為「妖怪博士」。醫術十分高明，替莉莉安娜切除被「不祥之影」侵蝕的眼球並裝上義眼。
阿爾弗雷德·奥兹菲爾德
「結社」的成員，水明前任的執行者。有「不倒王」之稱。曾與水明聯手擊敗哥多拉克。

#### 其他
魏格爾
情報商，表面身份是酒吧的店主。外表是一名長有鯊魚牙齒的男性。擁有能輕易擊敗「墮魔十人」的一員戈多拉克的實力。胃內寄宿了混沌，即使是「不祥之影」也無法逃脫。水明把莉莉安娜被「不祥之影」侵蝕的眼球交由其吞入胃中處理。
祭司
真名不詳。是從公元前存活至今，位列於魔術界最強一角的強者，實力在「墮魔十人」的一員戈多拉克之上。個性沉默寡言。在魏格爾經營的酒吧打探情報時偶而與闊別多時的水明，與之寒暄一番後帶同弟子離開酒吧。
莉歐
祭司的弟子。與師父相反個性聒噪。
沙門白夜
八鍵水明、朽葉初美、朽葉馳斗的外祖母，朽葉雪緒的母親。「劍中之劍」的第二席，俱利伽羅陀羅尼幻影劍的創立者。由於實力過於強大，已經脫離人類範疇，無法被歸類為人類，因此「全日本最強劍士」的稱號便落在女婿朽葉鏡四郎身上。

## 用語
魔法
在異世界的觀念中，利用存在於異世界之中的元素之力引發現象的技術。由於魔法需借用火、水、風、土、雷、木、光、暗這8種元素的力量構成，故魔法必有以上其中一種屬性並引起與屬性相關之現象，對異世界的人來說並不存在無屬性魔法。然而對現代魔術師來說，魔法是追求結果的技術，強行加上屬性的說法反而令其過程變得複雜而降低效率。
墮魔十人
位列於魔術界頂點的十個人，他們大多是從公元前存活至今，放棄人類身份成為不死魔人的存在。他們全部以不講人情著稱。
已知的成員有八鍵風光、哥多拉克．薩．科斯多海德。

## 出版書籍

### 輕小說
| 集數 | OVERLAP        | OVERLAP                | 尖端出版社     | 尖端出版社             |
| 集數 | 發售日期       | ISBN                   | 發售日期       | ISBN                   |
| ---- | -------------- | ---------------------- | -------------- | ---------------------- |
| 1    | 2014年4月25日  | ISBN 978-4-906866-75-5 | 2016年9月30日  | ISBN 978-957-106-867-1 |
| 2    | 2014年7月25日  | ISBN 978-4-906866-90-8 | 2016年11月23日 | ISBN 978-957-107-009-4 |
| 3    | 2014年11月25日 | ISBN 978-4-86554-013-0 | 2017年1月19日  | ISBN 978-957-107-086-5 |
| 4    | 2015年3月25日  | ISBN 978-4-86554-039-0 | 2017年12月14日 | ISBN 978-957-107-832-8 |
| 5    | 2015年10月25日 | ISBN 978-4-86554-067-3 | 2018年9月20日  | ISBN 978-957-10-8313-1 |
| 6    | 2016年2月25日  | ISBN 978-4-86554-101-4 | 2019年2月21日  | ISBN 978-957-108-464-0 |
| 7    | 2016年12月25日 | ISBN 978-4-86554-134-2 |                |                        |
| 8    | 2017年8月25日  | ISBN 978-4-86554-218-9 |                |                        |
| 9    | 2019年10月25日 | ISBN 978-4-86554-378-0 |                |                        |
| 10   | 2024年2月25日  | ISBN 978-4-8240-0737-7 |                |                        |

### 漫畫
| 集數 | OVERLAP        | OVERLAP                |
| 集數 | 發售日期       | ISBN                   |
| ---- | -------------- | ---------------------- |
| 1    | 2017年7月25日  | ISBN 978-4-86554-246-2 |
| 2    | 2018年1月25日  | ISBN 978-4-86554-301-8 |
| 3    | 2018年7月25日  | ISBN 978-4-86554-382-7 |
| 4    | 2019年4月25日  | ISBN 978-4-86554-487-9 |
| 5    | 2019年10月25日 | ISBN 978-4-86554-566-1 |

## 迴響
《異世界魔法實在太落後！》輕小說系列已經突破70萬冊。
小說與漫畫系列作（紙本+電子）累計至2020年3月已突破100萬。

## 外部連結
- 異世界魔法は遅れてる！ - Web版（日語）
- 異世界魔法は遅れてる！ （页面存档备份，存于） - 文庫版（日語）
- 異世界魔法は遅れてる！ （页面存档备份，存于） - 漫畫版（日語）